# Demofonte (mitología)

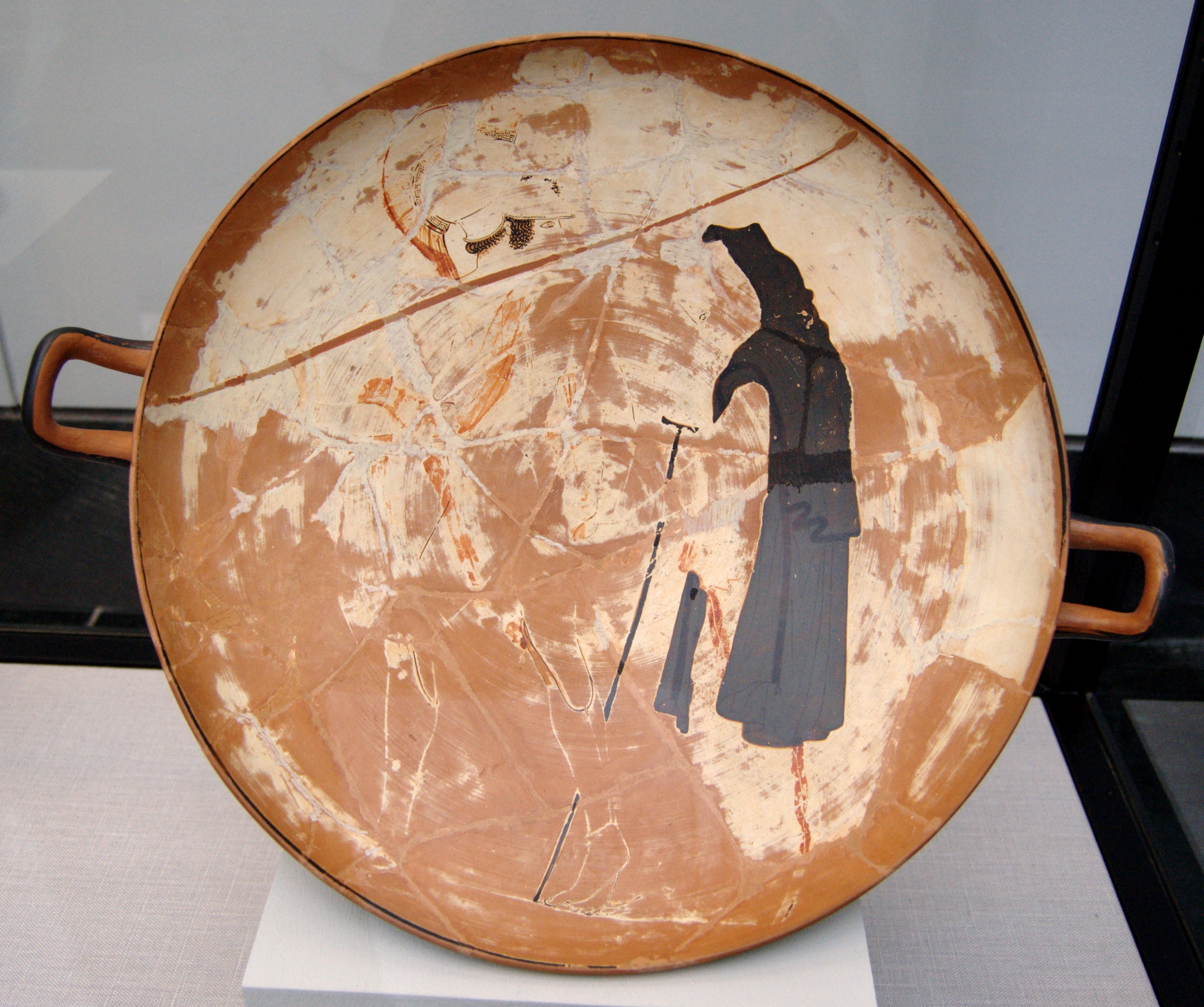
Demofonte (?) liberando a Etra, kílix ático de fondo blanco, 470-460 a. C., Staatliche Antikensammlungen (Inv. 2687).

En la mitología griega, Demofonte (en griego antiguo, Δημοφόων Dêmophóôn) fue el duodécimo de los reyes de Atenas. Era hijo de Teseo y de Fedra, hermano de Acamante. Participó en la guerra de Troya al lado de su predecesor Menesteo, y fue uno de los guerreros encerrados en el Caballo de Troya. Después de la guerra, obtuvo de Agamenón la liberación de su abuela Etra, que estaba retenida como esclava de Helena desde la guerra de los Dioscuros contra Atenas. Heredó el trono de la ciudad de Atenas.
En su viaje de regreso atracó en el territorio de los tracios bisaltios. Filis, la hija del rey, cayó enamorada de él, y su padre la dio en matrimonio a Demofonte, con su reino por dote. Pero Demofonte continuó su camino sin haber prometido que regresaría. 
Filis le entregó como regalo un cofrecito, diciéndole que contenía un objeto consagrado a la madre de los dioses, Rea, y le aconsejó que no lo abriera mientras él conservara la esperanza de regresar con ella. Pero el tiempo pasó y Demofonte no regresaba,Filis lo maldijo y se mató. Demofonte, por su parte, abrió el cofrecito, y aterrorizado, montó a horcajadas en su caballo y se lanzó a galope tendido: murió desmontado cayendo sobre su espada.
Filis y Demofonte habrían tenido varios hijos, como Oxintes, quien sucedió a su padre.
Su nombre está también relacionado con el de los Heráclidas: durante su fuga para escapar de Euristeo (rey de la Argólida), que los perseguía, estos se refugiaron en el Ática. Demofonte los recibió y habiéndolos puesto en Maratón, libró un combate victorioso contra Euristeo, que precipitó la caída de este rey.